# 보르하 마요랄
보르하 마요랄 모야(스페인어: Borja Mayoral Moya, 1997년 4월 5일, 마드리드 지방 팔라 ~)는 스페인의 축구 선수로, 헤타페에서 활동하는 스트라이커이다. 그는 U-21 연령대까지 스페인을 대표로 출전했다.

## 클럽 경력

### 레알 마드리드
보르하 마요랄은 마드리드 지방 팔라 출신으로, 인근의 팔라에서 축구를 시작해 2007년에 레알 마드리드의 유소년 아카데미에 입단했다. 2014년, 그는 청년부 A 부서까지 승격되었는데, UEFA 유스리그 2014-15에서는 7골도 넣었는데, 6-0으로 이긴 루도고레츠 라즈그라드와의 경기에서는 해트트릭도 기록했고 16강전에서 포르투와 1-1로 비길 때에는 동점골도 기록했지만, 승부차기에서 주자들이 그 빼고 모두 실축하면서 탈락했다.
2015년 1월 18일, 마요랄은 1-0으로 이긴 헤타페 B와의 세군다 디비시온 B 경기에서 74분에 알바로 히메네스와 교체로 들어가 2군에서 성인 무대 첫 경기를 펼쳤다. 4월 25일에 후반 시작과 함께 크리스티안 베나벤테와 교체로 들어간 후 그는 세스타오를 상대로 첫 골을 기록해 에스타디오 알프레도 디 스테파노 안방 경기를 2-2로 끝냈다.
나흘 후, 서로 다른 부서에서 시즌 동안 합산 43골을 기록한 후, 마요랄은 3-0으로 이긴 알메리아와의 1군 라 리가 안방 경기에서 후보로 대기했다. 5월 4일, 그는 3-1로 이긴 셀타 데 비고와의 디비시온 데 오노르 후베닐 8강 경기에서 2골을 추가했고, 13일 후에는 톨레도와의 2군 최종전에서 1-0 결승골을 기록했다. 6월 27일, 세우타의 알폰소 무루베 경기장에서 벌어진 라요 바예카노와의 코파 델 레이 후베닐 2015 결승전에서, 그는 막판에 퇴장당했고, 소속 구단도 1-2로 졌다.
2015년 8월 22일, 마요랄은 에브로와의 안방 경기에서 5-1로 이기는 것으로 2015-16 시즌을 시작했다.10월 31일, 그는 마침내 첫 1군 경기에 나섰는데, 라스 팔마스와의 안방 경기에서 토니 크로스와 막판에 교체로 들어갔고, 경기는 3-1 승리로 끝났다. 이듬해 1월 16일에 2군에 복귀한 후, 그는 라요 마하다온다와의 안방 경기에서 첫 성인 무대 해트트릭을 기록했고, 경기는 4-0 완승으로 끝났다.
2016년 3월 2일, 카림 벤제마가 부상으로 쓰러지자, 지네딘 지단은 레반테전에서 레알 마드리드 1군에서의 첫 선발 기회를 부여했다. 발렌시아 시립 경기장에서 벌어진 이 경기에서 그의 슛은 디에고 마리뇨 골키퍼에 굴절되어 자책골이 되었고, 경기는 3-1 승리로 끝났다. 라 로다와의 2군 최종전에서 , 그는 두 골을 추가해 6-1 승리에 일조했고, 소속 구단은 바라칼도를 제치고 조 1위를 차지했다.

#### 볼프스부르크 임대
2016년 7월 22일, 마요랄은 다가오는 시즌을 앞두고 분데스리가의 볼프스부르크로 임대되었다. 그는 8월 20일, 2-1로 이긴 FSV 프랑크푸르트와의 DFB-포칼 1라운드 경기에서 골을 기록한 바스 도스트를 대신해 들어가 7분을 출전해 데뷔전을 치렀다. 10월 16일, 그는 0-1로 진 라이프치히와의 안방 경기에서 77분에 루이스 구스타부와 교체로 들어가 늑대 군단으로서의 첫 리그 경기를 치렀다.

## 국가대표팀 경력
마요랄은 스페인이 참가한 2015년 UEFA U-19 축구 선수권 대회 예선전에 3번 나가 각 경기에 최소 한 골씩 기록했다: 5-0 대승을 거둔 터키와의 경기에서 2골을 기록했거, 인근의 포르투갈과 개최국 조지아와의 경기에서도 골을 추가했다. 그리스에서 열린 보선에서도, 그는 3골을 기록해 득점왕이 되었는데, 이 중 한 골은 2-0으로 이긴 러시아와의 경기에서 기록했는데, 스페인은 이 연령대의 통산 7번째 우승을 차지했고, 자신은 대회의 팀 일원으로도 이름을 올렸다.
2015년 10월 7일, 마요랄은 조지아와의 2017년 UEFA U-21 축구 선수권 대회 예선전에서 U-21 국가대표팀 데뷔전을 치렀다. 그는 60분에 사무 카스티예호와 교체로 들어간 뒤 9분 만에 사울 니게스의 골을 도와 5-2 역전승에 공헌했다.

## 플레이스타일
롭 트레인 ESPN 기자는 2015년 8월에 마요랄이, 레알 마드리드 유소년 아카데미 출신의 공격수였던 라울의 차세대격 선수가 될 수 있다고 예측했다. UEFA.com의 기자인 리처드 마틴은 마요랄이 "사과 없는 청소꾼"으로 묘사했다. 지네딘 지단도 마요랄을 칭찬했는데, 그는 "마요랄은 쏘기만 하면 득점을 기록하는 공격수다"라고 말했다.
마요랄 자신도 라울과 벤제마가 그에게 영감을 주었다고 언급했다.

## 경력 통계
2018년 8월 15일 기준
| 클럽                    | 시즌      | 리그 | 리그 | 컵1  | 컵1 | 대륙 | 대륙 | 합계 | 합계 |
| 클럽                    | 시즌      | 출장 | 골   | 출장 | 골  | 출장 | 골   | 출장 | 골   |
| ----------------------- | --------- | ---- | ---- | ---- | --- | ---- | ---- | ---- | ---- |
| 레알 마드리드 B         | 2014–15   | 5    | 2    | —    | —   | —    | —    | 5    | 2    |
| 레알 마드리드 B         | 2015–16   | 33   | 15   | —    | —   | —    | —    | 33   | 15   |
| 레알 마드리드 B         | 합계      | 38   | 17   | —    | —   | —    | —    | 38   | 17   |
| 레알 마드리드           | 2015–16   | 6    | 0    | 0    | 0   | 0    | 0    | 6    | 0    |
| 레알 마드리드           | 2017–18   | 14   | 3    | 6    | 3   | 4    | 1    | 24   | 7    |
| 레알 마드리드           | 2018–19   | 0    | 0    | 1    | 0   | 0    | 0    | 1    | 0    |
| 레알 마드리드           | 합계      | 20   | 3    | 7    | 3   | 4    | 1    | 31   | 7    |
| VfL 볼프스부르크 (임대) | 2016–17   | 19   | 2    | 2    | 0   | —    | —    | 21   | 2    |
| 레반테 UD (임대)        | 2018–19   | 0    | 0    | 0    | 0   | —    | —    | 0    | 0    |
| 경력 합계               | 경력 합계 | 44   | 17   | 1    | 0   | 0    | 0    | 45   | 17   |

1 수페르코파 데 에스파냐, UEFA 슈퍼컵 그리고 FIFA 클럽 월드컵 출전 경기 포함

## 수상

### 클럽
- UEFA 챔피언스리그: 2017–18
- UEFA 슈퍼컵: 2017
- FIFA 클럽 월드컵: 2017

### 국가대표팀
- UEFA U-19 축구 선수권 대회: 2015[21]

### 개인
- UEFA U-19 축구 선수권 대회 득점왕: 2015[21]